# 福利镇 (阳朔县)
福利镇，是中华人民共和国广西壮族自治区桂林市阳朔县下辖的一个乡镇级行政单位。

## 行政区划
福利镇下辖以下地区：
福利街社区、福利村、渡头村、新寨村、双桥村、枫林村、将军村、老梧村、青鸟村、绛村、顺梅村、龙尾村、垌心村、忠和村、夏村、锁石村和屏山村。